# Чемпионат Италии по кёрлингу среди мужчин
Чемпионат Италии по кёрлингу среди мужчин (итал. Campionato italiano assoluto maschile di curling) — ежегодное соревнование итальянских мужских команд по кёрлингу. Проводится с 1955 года. Организатором является Федерация ледовых видов спорта Италии (итал. Federazione Italiana Sport del Ghiaccio, англ. Italian Ice-Sports Federation).
Победитель чемпионата получает право до следующего чемпионата представлять Италию на международной арене как мужская сборная Италии.
Проводится одновременно и на одной арене с Чемпионатом Италии по кёрлингу среди женщин.

## Годы и команды-призёры
Составы команд указаны в порядке: четвёртый, третий, второй, первый, запасной, тренер; cкипы выделены полужирным шрифтом.
(если неясно, какой из игроков является скипом, то как скип помечается игрок на четвёртой позиции)
| Год  | Золото | Серебро | Бронза |
| .    | | | |
| 2017 | Trentino Curling Амос Мозанер, Жоэль Реторна, Андреа Пильцер, Даниэле Феррацца                                                  | Sporting Club Pinerolo Симоне Гонин, Фабио Риботта, Алессио Гонин, Lorenzo Maurino, запасной: Fabio Cavallo, тренер: Lucilla Macchiati           | Celtic Fireblock Fabio Sola, Simone Sola, Valter Bruno, Graziano Iacovetti                                                        |
| 2018 | Trentino Cembra Амос Мозанер, Себастьяно Арман, Андреа Пильцер, Даниэле Феррацца                                                | Celtic Fireblock Fabio Sola, Simone Sola, Valter Bruno, Жюльен Мишель Жанр, тренер: Flavio Perucca                                               | Sporting Club Pinerolo Жоэль Реторна, Симоне Гонин, Фабио Риботта, Lorenzo Maurino, тренер: Lucilla Macchiati                     |
| 2019 | Team Retornaz Жоэль Реторна, Симоне Гонин, Фабио Риботта, Lorenzo Maurino                                                       | Trentino Cembra Амос Мозанер, Себастьяно Арман, Даниэле Феррацца, Андреа Пильцер                                                                 | Cembra 88 (Rizzolli) Luca Rizzolli, Маттия Джованелла, Alessandro Odorizzi, Giovanni Gottardi, тренер: Tiziano Odorizzi           |
| 2020 | чемпионат недоигран из-за пандемии COVID-19                                                                                     | чемпионат недоигран из-за пандемии COVID-19 | чемпионат недоигран из-за пандемии COVID-19                                                                                       |
| 2021 | Team Retornaz Raspini Жоэль Реторна, Амос Мозанер, Себастьяно Арман, Симоне Гонин                                               | C.C. Cembra 88 Маттия Джованелла, Альберто Пимпини, Даниэле Феррацца, Luca Rizzolli, тренер: Tiziano Odorizzi                                    | BiellA Фабио Риботта, Fabrizio Gallo, Giovanni Tosel, Davide Forchino                                                             |
| 2022 | Team Retornaz Raspini Жоэль Реторна, Амос Мозанер, Себастьяно Арман, Симоне Гонин                                               | C.C. Cembra 88 Маттия Джованелла, Альберто Пимпини, Даниэле Феррацца, Luca Rizzolli                                                              | C.C. 66 Cortina Джакомо Колли, Alberto Zisa, Франческо де Дзанна, Simone Piffer, запасной: Edoardo Alfonsi, тренер: Диана Гаспари |
| 2023 | Trentino Curling Cembra Жоэль Реторна, Амос Мозанер, Себастьяно Арман, Маттия Джованелла, запасные: Симоне Гонин, Luca Rizzolli | Dolomiti Colli Disano Джакомо Колли, Alberto Zisa, Франческо де Дзанна, Edoardo Alfonsi, запасной: Alberto Cavallero, тренер: Диана Гаспари      | Renegades Fabio Sola, Marco Onnis, Марко Паскале, Graziano Iacovetti, тренер: Stefano Perucca                                     |
| 2024 | Trentino Curling Cembra Жоэль Реторна, Амос Мозанер, Себастьяно Арман, Маттия Джованелла                                        | Dolomiti Cortinabanca Colli Alberto Zisa, Джакомо Колли, Франческо де Дзанна, Marcello Pachner, запасной: Edoardo Alfonsi, тренер: Диана Гаспари | Bormio curling Stefano Spiller, Cesare Spiller, Adelin Caragia, Mattia Vitalini, запасные: Silvio Secchi, Davide Urbani           |
| 2025 | Trentino Curling Cembra Жоэль Реторна, Амос Мозанер, Себастьяно Арман, Маттия Джованелла                                        | Bormio curling Stefano Spiller, Cesare Spiller, Adelin Caragia, Mattia Vitalini, запасной: Davide Urbani                                         | MJ Academy AM Stefano Gilli, Andrea Gilli, Francesco Vigliani, Fabio Fernando Carlisano                                           |